# Mag-Avril
Pour les articles homonymes, voir Perrée, Sauvan et Avril (homonymie).
Mag-Avril, née Marguerite Perrée-Sauvan le 9 mars 1899 à Marseille et morte le 4 novembre 1985 à Neuilly-sur-Seine, est une actrice française.

## Filmographie

### Cinéma
- 1941 : Le Club des soupirants de Maurice Gleize : la dame du rendez-vous
- 1946 : Cœur de coq de Maurice Cloche : la logeuse de Tulipe
- 1947 : Inspecteur Sergil de Jacques Daroy
- 1947 : La Dernière Chevauchée de Léon Mathot
- 1948 : Sergil et le Dictateur de Jacques Daroy : la logeuse
- 1948 : Si ça peut vous faire plaisir de Jacques Daniel-Norman
- 1949 : On ne triche pas avec la vie de René Delacroix et Paul Vandenberghe : Mme Vincet
- 1949 : Le Secret de Mayerling de Jean Delannoy : la Comtesse Stevenski, dame d'honneur de l'Impératrice
- 1949 : Ces dames aux chapeaux verts de Fernand Rivers : Jeanne Davernis
- 1949 : Deux amours de Richard Pottier : une commère
- 1950 : Heureux Père de Georges Meunier (court métrage)
- 1950 : Deux Cœurs sur la route de Jean Perdrix (court métrage)
- 1950 : L'Affaire Dugommier de Jean Loubignac (court métrage)
- 1950 : La Rue sans loi de Marcel Gibaud : la dame de l'auto
- 1950 : Le Gang des tractions-arrière de Jean Loubignac : une folle
- 1950 : Ma pomme de Marc-Gilbert Sauvajon : a dame au faux billet de mille
- 1950 : Trois Télégrammes d'Henri Decoin : une commère
- 1950 : Chéri de Pierre Billon : Madame Aldonza
- 1950 : Rendez-vous avec la chance d'Emil-Edwin Reinert
- 1950 : Lady Paname d'Henri Jeanson : Blanche, l'habilleuse
- 1950 : Minne, l'ingénue libertine de Jacqueline Audry : une invitée
- 1950 : Envoi de fleurs de Jean Stelli : une bourgeoise
- 1951 : La Belle que voilà de Jean-Paul Le Chanois : Adélaïde
- 1951 : La Plus Belle Fille du monde de Christian Stengel : une mère
- 1951 : Boîte de nuit d'Alfred Rode : Esther
- 1951 : Maria du bout du monde de Jean Stelli : Aurélie
- 1951 : Demain nous divorçons de Louis Cuny : Marie Robin
- 1951 : Dupont Barbès d'Henri Lepage : Malou de Montmartre
- 1952 : Piédalu fait des miracles de Jean Loubignac
- 1952 : Drôle de noce de Léo Joannon
- 1952 : Foyer perdu de Jean Loubignac : Mademoiselle Janvier
- 1952 : Agence matrimoniale de Jean-Paul Le Chanois : une dame chez le notaire du village
- 1952 : Une fille sur la route de Jean Stelli : la concierge
- 1952 : La Forêt de l'adieu de Ralph Habib : la cousine
- 1953 : Le Petit Jacques de Robert Bibal : la caissière
- 1953 : Le Boulanger de Valorgue d'Henri Verneuil : Mlle Negrel
- 1953 : Une fille dans le soleil de Maurice Cam : la receveuse
- 1954 : Huis clos de Jacqueline Audry
- 1955 : Boulevard du crime de René Gaveau
- 1955 : Le Printemps, l'automne et l'amour de Gilles Grangier : la première commère
- 1956 : Zaza de René Gaveau : Nathalie
- 1956 : Les Promesses dangereuses de Jean Gourguet : une commère
- 1957 : Le Chômeur de Clochemerle de Jean Boyer : Madame Chavaigne
- 1957 : Trois marins en bordée d'Émile Couzinet : Marquise de Botarin
- 1957 : Le Cas du docteur Laurent de Jean-Paul Le Chanois : Céline, la bonne
- 1958 : Les Violents d'Henri Calef
- 1958 : Clara et les Méchants de Raoul André : la mercière
- 1958 : Les Vignes du Seigneur de  Jean Boyer : Marie, la femme du général
- 1958 : Les Misérables de Jean-Paul Le Chanois (film tourné en deux époques) : la servante de M. Madeleine
- 1959 : Le Gendarme de Champignol de Jean Bastia : la postière
- 1959 : À rebrousse-poil de Pierre Armand
- 1959 : Pêcheur d'Islande  de Pierre Schoendoerffer : la grand-mère
- 1960 : Quai du Point-du-Jour de Jean Faurez
- 1960 : Fortunat d'Alex Joffé : la dame du cimetière
- 1960 : Boulevard de Julien Duvivier : la vieille Joséphine
- 1960 : Les Frangines de Jean Gourguet : une professeure
- 1961 : Les lâches vivent d'espoir de Claude Bernard-Aubert : la concierge
- 1961 : L'Imprévu d'Alberto Lattuada : une voisine
- 1961 : La Traversée de la Loire de Jean Gourguet : Elise
- 1962 : Le Monte-charge de Marcel Bluwal
- 1962 : La Poupée de Jacques Baratier
- 1963 : La Cuisine au beurre  de Gilles Grangier : Mme Rose
- 1963 : Méfiez-vous, mesdames d'André Hunebelle
- 1963 : Village Stépantchikovo de Henri Spade : la générale Krakhotkina
- 1963 : Le Bon Roi Dagobert de Pierre Chevalier
- 1966 : Le Caïd de Champignol de Jean Bastia
- 1966 : La Grande Vadrouille de Gérard Oury : la vieille locataire
- 1969 : Le Huguenot récalcitrant  de Jean L'Hôte : Marie
- 1972 : Barbe-Bleue (Bluebard) d'Edward Dmytryk : Marka
- 1973 : Ah ! Si mon moine voulait... de Claude Pierson
- 1974 : Nuits rouges de Georges Franju : une voisine

### Télévision
- 1957 : Vautrin de André Leroux : Mademoiselle Michonneau
- 1958 : En votre âme et conscience (série télévisée) : La femme Bancal (Les Traditions du moment ou l'Affaire Fualdès de Claude Barma)
- 1961 : Revue d'André Leroux : Princesse Turbulenoff
- 1961 - 1965 : Le Théâtre de la jeunesse :
  - Le Capitaine Fracasse d'après Le Capitaine Fracasse de Théophile Gautier, réalisé par François Chatel : la Duègne
  - Oliver Twist d'après Oliver Twist de Charles Dickens, réalisé par Jean-Paul Carrère : la première vieille femme
  - Gaspard des Montagnes de Henri Pourrat, réalisé par Jean-Pierre Decourt : La Perrine
- 1962 : Vincent Scotto de Henri Spade : Mme Mangeaviaca
- 1962 : Les petites Cardinal de Henri Spade : Madame Canivet
- 1964 : La Caravane Pacouli (série télévisée) : la mère Bertile Pacouli (À la recherche d'un passé de Yannick Andréi)
- 1964 : L'Abonné de la ligne U de Yannick Andreï : Mme Devaux
- 1964 : Les Indes noires de Marcel Bluwal : Mme MacFarlane
- 1964 : La Belle Arabelle d'André Leroux : la Première dame
- 1964 : Le Petit Claus et le Grand Claus de Pierre Prévert : une dame
- 1965 : Foncouverte (série télévisée) : Nora
- 1965 : Mademoiselle de La Ferté de Gilbert Pineau : Isabeline
- 1965 : Le Violon de Jacques-Gérard Cornu : Mme Amblain
- 1967 : L'Affaire Lourdes de Marcel Bluwal : Mme Baup
- 1968 : La Séparation de Maurice Cazeneuve : une voisine
- 1968 : Azertyuiop ou les aventures de deux naïfs de Jean-Paul Sassy : la vieille dame
- 1968 : La carte du tendre de Jean-Paul Roux : la vieille folle
- 1968 : La Librairie du soleil (de Diego Fabbri), téléfilm d'Edmond Tyborowski : Carola Borsatti
- 1968 : La Prunelle : Gertrude, l'habilleuse
- 1970 : Le Service des affaires classées : Mme Massel
- 1971 : Le Tribunal de l'impossible : l'infirme (Le Voleur de cerveau d'Alain Boudet)
- 1971 : Arsène Lupin : la concierge
- 1971 : Les Nouvelles Aventures de Vidocq : la fermière Rastaud (Les Chauffeurs du Nord de Marcel Bluwal)
- 1975 : L'Homme sans visage de Georges Franju : une voisine

## Théâtre
- 1949 : C'est moi qui ai tué le Comte de Max Vierbo et Marcel Dubois d'après Alec Coppel, Théâtre de l'Humour
- 1957 : Au Paradis de Fernand Millaud, mise en scène Marcel Alba, Théâtre des Arts
- 1960 : L'Enfant de la route d'Isabelle Georges Schreiber, mise en scène Pierre Valde, Théâtre de l'Œuvre
- 1960 : Knock ou le triomphe de la médecine de Jules Romains, mise en scène Henri Rollan, Théâtre Hébertot
- 1960 : Le Comportement des époux Bredburry de François Billetdoux, mise en scène de l'auteur, Théâtre des Mathurins
- 1961 : Gorgonio de Tullio Pinelli, mise en scène Claude Sainval, Comédie des Champs-Élysées
- 1962 : A notre âge on a besoin d'amour de Jean Savy, mise en scène René Dupuy, Théâtre de l'Alliance française
- 1963 : L'Acheteuse de Steve Passeur, mise en scène Jean Anouilh et Roland Piétri, Comédie des Champs-Élysées
- 1965 : Ouah ! Ouah ! opérette de Michel André, mise en scène Roland Bailly, musique Étienne Lorin et Gaby Wagenheim, Théâtre de l'Alhambra
- 1967 : L'Arme blanche de Victor Haïm, mise en scène François Darbon, Théâtre de l'Athénée